# چشم‌اندازهای انسان‌شناختی درباره دین
چشم اندازهای انسان شناختی درباره‌ی دین (Anpere)، یک مجله دسترسی آزاد است که در سال ۲۰۰۶ توسط دو مردم شناس سوئدی پیر ویکتورین و آندره مولر تاسیس شد. کانون توجه این ژورنال انسان شناسی دین است. 